# Bank Mandiri
PT Bank Mandiri (Persero) Tbk, met het hoofdkantoor in Jakarta, is de grootste bank in Indonesië in termen van activa, leningen en deposito's. Totale activa waren in het derde kwartaal van 2006 IDR 253.700 miljard (of EUR 25,7 miljard). Bank Mandiri heeft een solvabiliteitsratio van 23% (inclusief marktrisico), return on asset (ROA) van 0,71%, en return on equity (ROE) van 7,38%.
De bank is in 1994 opgericht door de Indonesische overheid, door een fusie van de volgende banken: 
- Bank Bumi Daya (BBD), deels Nationale Handelsbank
- Bank Dagang Negara (BDN), deels Escomptobank (ontstaan uit de Nederlandsch-Indische Escompto Maatschappij)
- Bank Ekspor Impor Indonesië (Exim), deels Nederlandsche Handel-Maatschappij
- Bank Pembangunan Indonesië (Bapindo), was gespecialiseerd in middellange- en langetermijnfinanciering van de industrie, het toerisme en transport

In 2004 opende de bank een vestiging in Dili op Oost-Timor en een kantoor in Shanghai in de Volksrepubliek China.
In december 2006 had de bank 924 kantoren verspreid over drie verschillende tijdzones in de Indonesische archipel en zes vestigingen in het buitenland, ongeveer 2500 geldautomaten en drie belangrijke dochterondernemingen: Bank Syariah Mandiri, Mandiri Sekuritas, en AXA Mandiri.